# Мала Ітча
Мала Ітча́ (рос. Малая Итча) — присілок в Якшур-Бодьїнському районі Удмуртії, Росія.
Населення — 128 осіб (2012; 132 в 2010).

## Історія
Присілок заснований 1662 року. 1912 року в ньому була відкрита земська початкова школа.

## Урбаноніми[4]
- вулиці — Ключова, Молодіжна, Центральна